# シャシダイナモ
シャシダイナモ（英語: Chassis dynamometer）とは、自動車の馬力、排出ガス値、燃費を測定する装置の事である。

## 概要
測定方式には大きく分けて2種類あり、ローラーの上に車のタイヤを載せて運転するシャシダイナモメータ方式 と、車輪を外して車軸に装置をつけて運転する車軸直結方式がある。

### シャシダイナモメータ

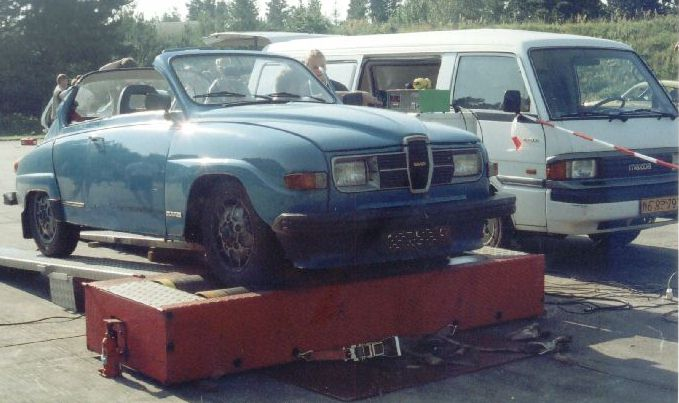
サーブ・96が前輪を載せている装置がシャシダイナモメータ

シャシダイナモメータ（またはメーター）は20世紀初頭に誕生して以来、日本では10・15モードやJC08モード、欧州ではNEDC、アメリカ合衆国でのアメリカ合衆国環境保護庁で定められた各種モードは、すべてシャシダイナモを用いて燃費を測定している。
構造としてはフリーローラーとダイナモメータに連携させたロードローラーからなり、ロードローラーの負荷を変化させることで実際の走行条件に近づけることが出来る。
以前のローラー式は二輪駆動車にしか対応しておらず、四輪駆動車は四駆に切り替えずに試験を行っていたが、フルタイムやスタンバイ式四輪駆動車の増加により、これらに対応したシャシダイナモが開発された。